# Bernard Purdie

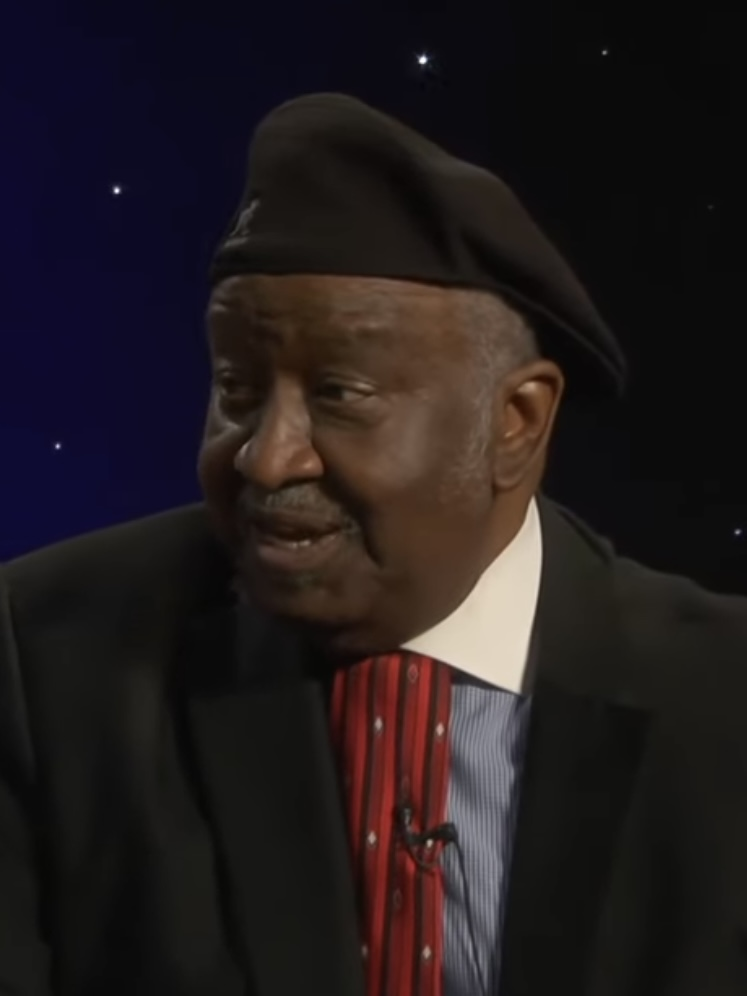
Bernard Purdie, 2020

Bernard Lee „Pretty“ Purdie (* 11. Juni 1939 in Elkton, Maryland), auch „Mississippi Bigfoot“ genannt, ist ein US-amerikanischer Schlagzeuger und Sessionmusiker, der mit unterschiedlichen weltberühmten Soul-, Rock-, Pop- und Jazz-Musikern gearbeitet hat. Nach eigenen Angaben hat er mit 2500 Musikern gespielt und ist auf mehr als 4000 Aufnahmen zu hören. Damit wäre er der weltweit am meisten aufgenommene Schlagzeuger.

## Werdegang
Purdie hatte seinen ersten Auftritt im Alter von 11 Jahren. Er zog 1960 nach New York City und begann mit Lonnie Youngblood zu spielen, bevor er bei King Curtis arbeitete; Albert Ayler holte ihn 1968 zu den Aufnahmen seines Ensembles. 1970 arbeitete er bei Aretha Franklin und war für fünf Jahre ihr Musical Director. Er tourte auch mit Trompeter Dizzy Gillespie und Saxophonist Hank Crawford und spielte mit Max Roach und Miles Davis (Get Up with It, 1974).
Purdie gilt als einflussreicher und innovativer Vertreter des Funk und ist bekannt für einen „rolling“ Shuffle Beat, den er den Purdie Shuffle nennt. Zwei Beispiele sind auf Steely Dans Home at Last und Babylon Sisters zu hören. Er gilt auch als einer der Erfinder des Acid-Jazz-Genre. Kollegen beschrieben seinen Stil als funkiest soul beat im Musikgeschäft. Er spielte den Soundtrack zu dem ersten afroamerikanischen Pornofilm namens Lialeh aus dem Jahr 1974.
2016 listete ihn der Rolling Stone auf Rang 20 der 100 größten Schlagzeuger aller Zeiten.

## Musiker und Gruppen, mit denen Purdie zusammen gespielt hat
(Auswahl)
- Al Kooper
- Aretha Franklin
- BB King
- Boogaloo Joe Jones
- Bucky Pizzarelli
- Cat Stevens
- Charles Kynard
- Dizzy Gillespie
- Eddie Palmieri
- Elliott Randall
- Gato Barbieri
- Gil Scott-Heron
- Grover Washington, Jr.
- Hair
- Hall & Oates
- Hank Crawford
- Herbie Mann
- Isaac Hayes
- James Brown
- Jeff Beck
- Jimmy McGriff
- Jimmy Smith
- Jimmy Witherspoon
- Joe Cocker
- Jon Hammond
- King Curtis
- Larry Coryell
- Louis Armstrong
- Max Roach
- Michael Bolton
- Miles Davis
- Mongo Santamaría
- Nancy Priddy
- Nina Simone
- Orpheus
- Paul Butterfield
- Percy Sledge
- Quincy Jones
- Randy Brecker
- Richard Tee
- Roberta Flack
- Rusty Bryant
- Sgt. Pepper’s Lonely Hearts Club Band
- Sonny Phillips
- Steely Dan
- Stevie Wonder
- Todd Rundgren
- Tom Jones
- Vulfpeck
- Yusef Lateef
- Rolling Stones[4]

## Ausgewählte Diskographie

### Als Leader
- Soul Drums (1968)
- Soul Fingers (1968)
- Purdie Good (1971)
- Soul Is...Pretty Purdie (1972)
- Lialeh (1974)
- Master Drummers Vol.1 (1994)
- Master Drummers Vol.2 (1996)
- Get It While You Can (1999)

### Als Sideman
- You Never Know Who (1969) – Al Kooper
- Coryell (1969) – Larry Coryell
- Electric Funk (1970) – Jimmy McGriff
- Completely Well (1970) – B.B. King
- Hoboken Saturday Night (1970) – Robert Palmers Insect Trust
- Harlem River Drive (1970) – Eddie Palmieri
- Aretha Live at Fillmore West (1971) – Aretha Franklin
- Live at Fillmore West (1971) – King Curtis
- Push, Push (1971) – Herbie Mann
- The Revolution Will Not Be Televised (1971) – Gil Scott-Heron
- Foreigner (1973) – Cat Stevens
- I Can Stand a Little Rain (1974) – Joe Cocker
- Teasin'  (1975) – Cornell Dupree
- Home in the Country (1977) – Pee Wee Ellis
- You Can’t Make Love Alone (1977) – Eddie „Cleanhead“ Vinson
- Luxury You Can Afford (1978) – Joe Cocker
- Gaucho (1980) – Steely Dan
- Blue To The Bone (1988) – Jimmy McGriff
- The Last Concert (1997) – Eddie Harris
- Sabiduría (2017) – Eddie Palmieri

## Trivia
Für den Bee-Gees-Hit Stayin’ Alive wurden zwei Takte des bereits aufgenommenen Liedes Night Fever hintereinander auf einem Band aufgenommen („geloopt“) und für Stayin’ Alive verwendet. Als Schlagzeuger gaben die Bee Gees „Bernard Lupé“ an, eine frankophone Anspielung auf Bernard Purdie. Es gab viele Anfragen zu Bernard Lupé, bis bekannt wurde, dass es ihn nicht gab.